# Onze-Lieve-Vrouw-van-Troostkerk (Calais)
De Onze-Lieve-Vrouw-van-Troostkerk (Église Notre-Dame de Consolation) is een rooms-katholiek kerkgebouw in de stad Calais.

## Geschiedenis
Deze kerk werd gebouwd in de wijk Beau-Marais, die enigszins geïsoleerd van de overige kerken was gelegen. In 1910 werd de eerste steen voor een kerkgebouw gelegd, maar enkele maanden later werd de eerste muur door een storm omver geblazen. De bouw werd voortgezet en er verrees een kerk in gewapend beton, wat een revolutionaire stap was in die dagen. In 1923 werd de eerste klok opgehangen, maar pas in 1937 werd een toren gebouwd.
In 1944, vlak voor de bevrijding, werd de wijk, en ook de kerk, zwaar getroffen door Canadese artillerie. Van 1951-1954 werd de kerk hersteld. In 1983 moesten herstelwerkzaamheden uitgevoerd worden wegens betonrot, en ook vele jaren later mochten de klokken niet luiden vanwege instortingsgevaar van de toren.